# Lastaurus villosus
Lastaurus villosus là một loài ruồi trong họ Asilidae. Lastaurus villosus được Carrera miêu tả năm 1949. Loài này phân bố ở vùng Tân nhiệt đới.